# 保河站
保河站（越南语：／*/?）是越南老街省保安縣的一座鐵路車站，有河老铁路經過，始建於法屬印度支那時期，距河内站237公里，老街站57公里。目前由越南鐵路總公司直屬之老街鐵路開發分公司管理。

## 運營
保河站曾是河老鐵路所有客運列車的停靠車站。2014年內排-老街高速公路通車後，河老鐵路之運營受公路運輸衝擊嚴重，保河站客流量持續低迷，並諸見報端。